# Friesodielsia stenopetala
Friesodielsia stenopetala är en kirimojaväxtart som först beskrevs av Joseph Dalton Hooker och Thomas Thomson, och fick sitt nu gällande namn av Debika Das. Friesodielsia stenopetala ingår i släktet Friesodielsia och familjen kirimojaväxter. Inga underarter finns listade i Catalogue of Life.